# Assay
Assay és un municipi francès, situat al departament de l'Indre i Loira i a la regió de Centre – Vall del Loira. L'any 2007 tenia 178 habitants.

## Demografia

### Població
El 2007 la població de fet d'Assay era de 178 persones. Hi havia 64 famílies, de les quals 12 eren unipersonals (4 homes vivint sols i 8 dones vivint soles), 24 parelles sense fills i 28 parelles amb fills.
La població ha evolucionat segons el següent gràfic:
Habitants censats

### Habitatges
El 2007 hi havia 102 habitatges, 72 eren l'habitatge principal de la família, 15 eren segones residències i 15 estaven desocupats. 99 eren cases i 2 eren apartaments. Dels 72 habitatges principals, 66 estaven ocupats pels seus propietaris i 6 estaven llogats i ocupats pels llogaters; 2 tenien una cambra, 6 en tenien dues, 6 en tenien tres, 17 en tenien quatre i 41 en tenien cinc o més. 57 habitatges disposaven pel capbaix d'una plaça de pàrquing. A 30 habitatges hi havia un automòbil i a 37 n'hi havia dos o més.

### Piràmide de població
La piràmide de població per edats i sexe el 2009 era:
| Homes | Edats   | Dones |
| ----- | ------- | ----- |
| 0     | 95 o +  | 0     |
| 0     | 90 a 94 | 0     |
| 0     | 85 a 89 | 0     |
| 4     | 80 a 84 | 0     |
| 4     | 75 a 79 | 4     |
| 8     | 70 a 74 | 0     |
| 4     | 65 a 69 | 16    |
| 4     | 60 a 64 | 8     |
| 8     | 55 a 59 | 8     |
| 4     | 50 a 54 | 0     |
| 12    | 45 a 49 | 4     |
| 0     | 40 a 44 | 4     |
| 12    | 35 a 39 | 4     |
| 4     | 30 a 34 | 12    |
| 8     | 25 a 29 | 8     |
| 4     | 20 a 24 | 0     |
| 4     | 15 a 19 | 4     |
| 4     | 10 a 14 | 4     |
| 12    | 5 a 9   | 4     |
| 0     | 0 a 4   | 0     |

## Economia
El 2007 la població en edat de treballar era de 109 persones, 78 eren actives i 31 eren inactives. De les 78 persones actives 70 estaven ocupades (37 homes i 33 dones) i 8 estaven aturades (3 homes i 5 dones). De les 31 persones inactives 11 estaven jubilades, 9 estaven estudiant i 11 estaven classificades com a «altres inactius».

### Ingressos
El 2009 a Assay hi havia 77 unitats fiscals que integraven 187 persones, la mediana anual d'ingressos fiscals per persona era de 14.899 €.

### Activitats econòmiques
Dels 9 establiments que hi havia el 2007, 4 eren d'empreses de construcció, 1 d'una empresa de comerç i reparació d'automòbils, 2 d'entitats de l'administració pública i 2 d'empreses classificades com a «altres activitats de serveis».
Dels 5 establiments de servei als particulars que hi havia el 2009, 1 era un paleta, 1 fusteria, 1 electricista i 2 perruqueries.
L'any 2000 a Assay hi havia 14 explotacions agrícoles que ocupaven un total de 624 hectàrees.

## Poblacions més properes
El següent diagrama mostra les poblacions més properes.